# Body Talks
Body Talks è un singolo del gruppo musicale britannico The Struts, pubblicato nel 2018.
Il 29 agosto 2018 è stata pubblicata una versione alternativa del brano con la partecipazione di Kesha.

## Tracce
1. Body Talks – 2:56

## Formazione
Gruppo
- Luke Spiller – voce
- Adam Slack – chitarra
- Jed Elliott – basso
- Gethin Davies – batteria

Altri musicisti
- Kesha – voce

## Classifiche
| Classifica (2018)                | Posizione massima |
| -------------------------------- | ----------------- |
| Stati Uniti (alternative)        | 16                |
| Stati Uniti (mainstream rock)    | 33                |
| Stati Uniti (rock & alternative) | 15                |